# بيرمازنز
بيرمازنز أو بِرمَزِنْز (بالألمانية: Pirmasens) هي ضاحية وبلدة ألمانية  في ولاية راينلند بالاتينات. يقدر عدد سكانها بـ 40,887 نسمة .

## المدن التوأمة
مدينة بواسي هي مدينة توأمة لـبيرمازنز.

## انظر أيضاً

بيرمازنز - Pirmasens
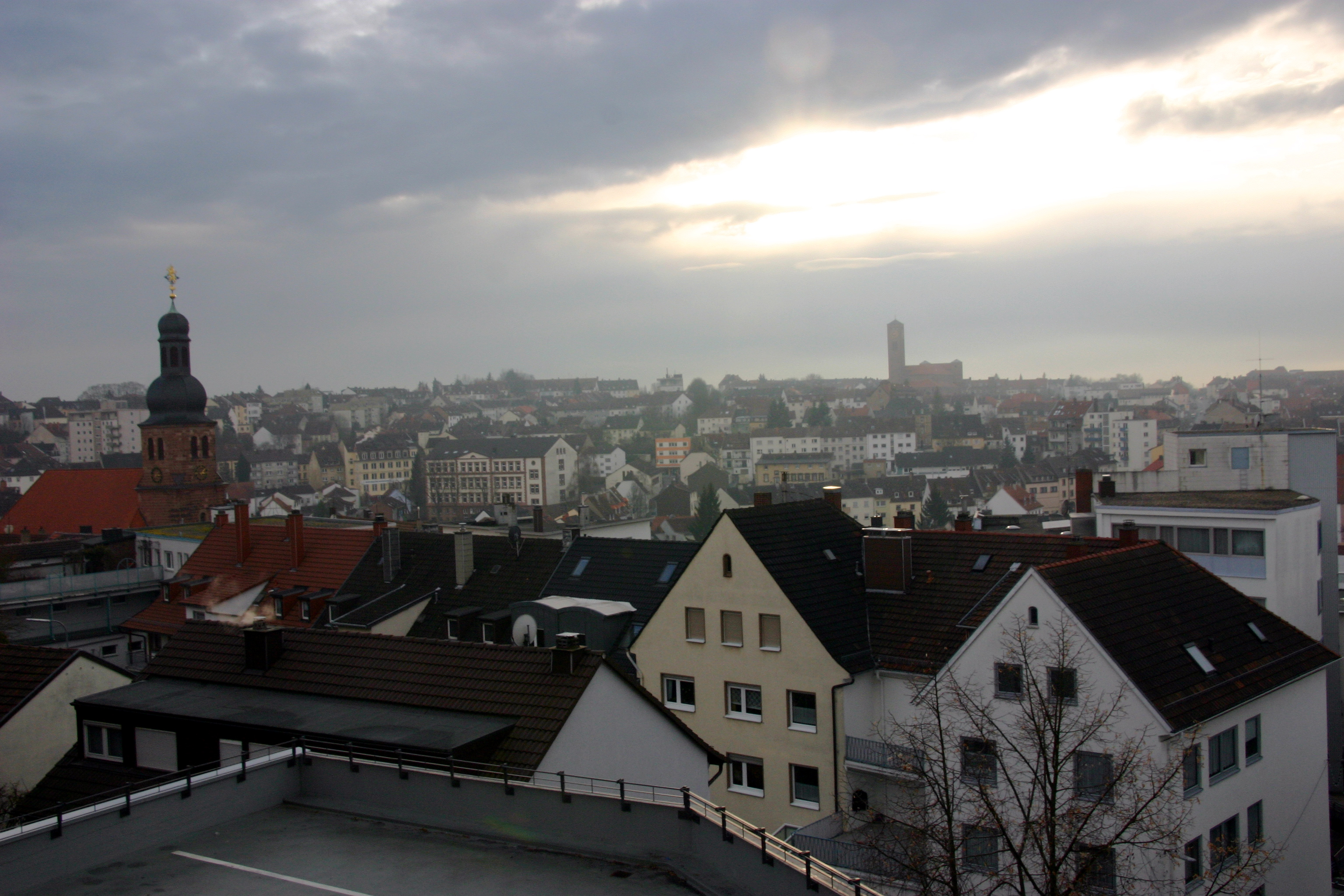
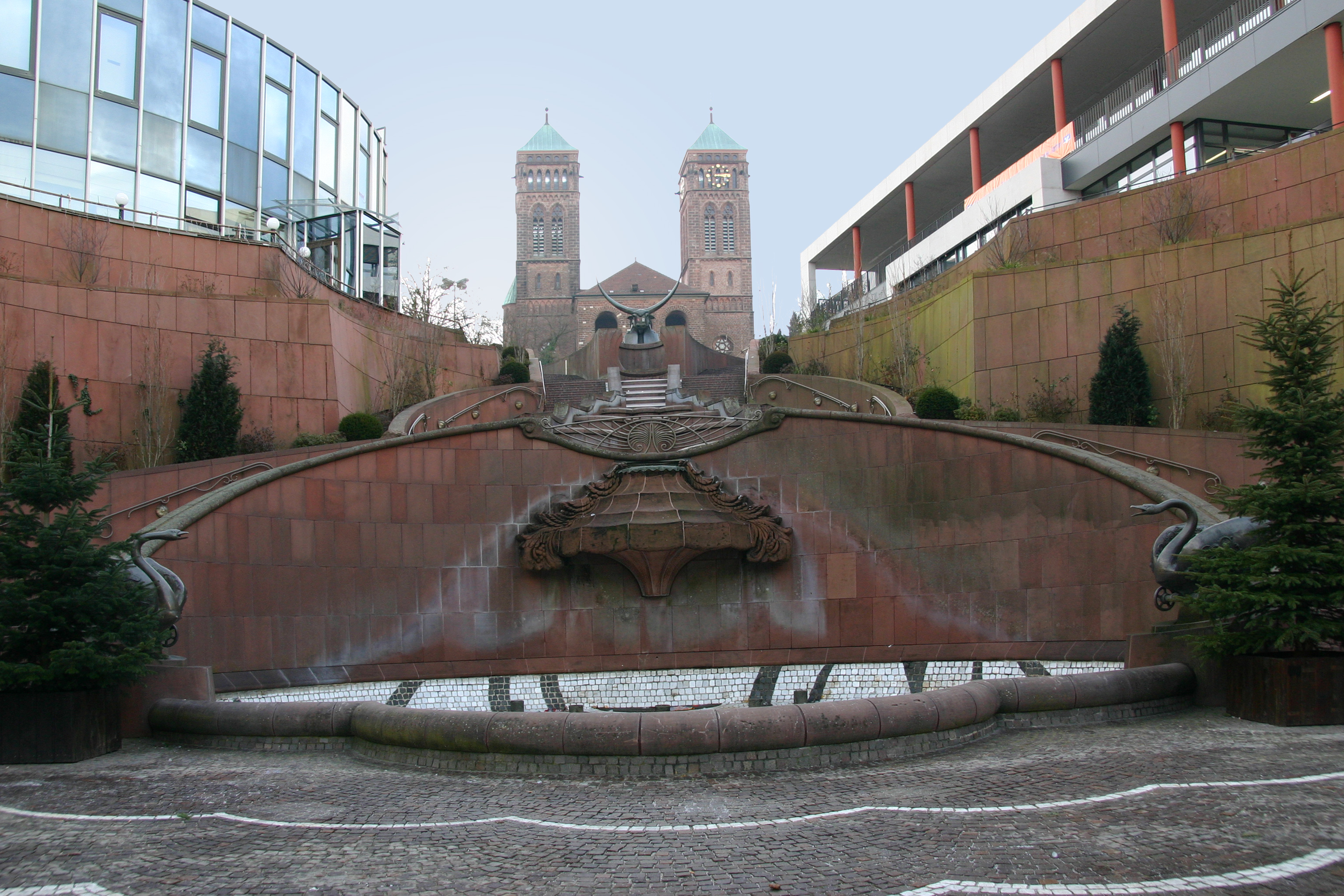
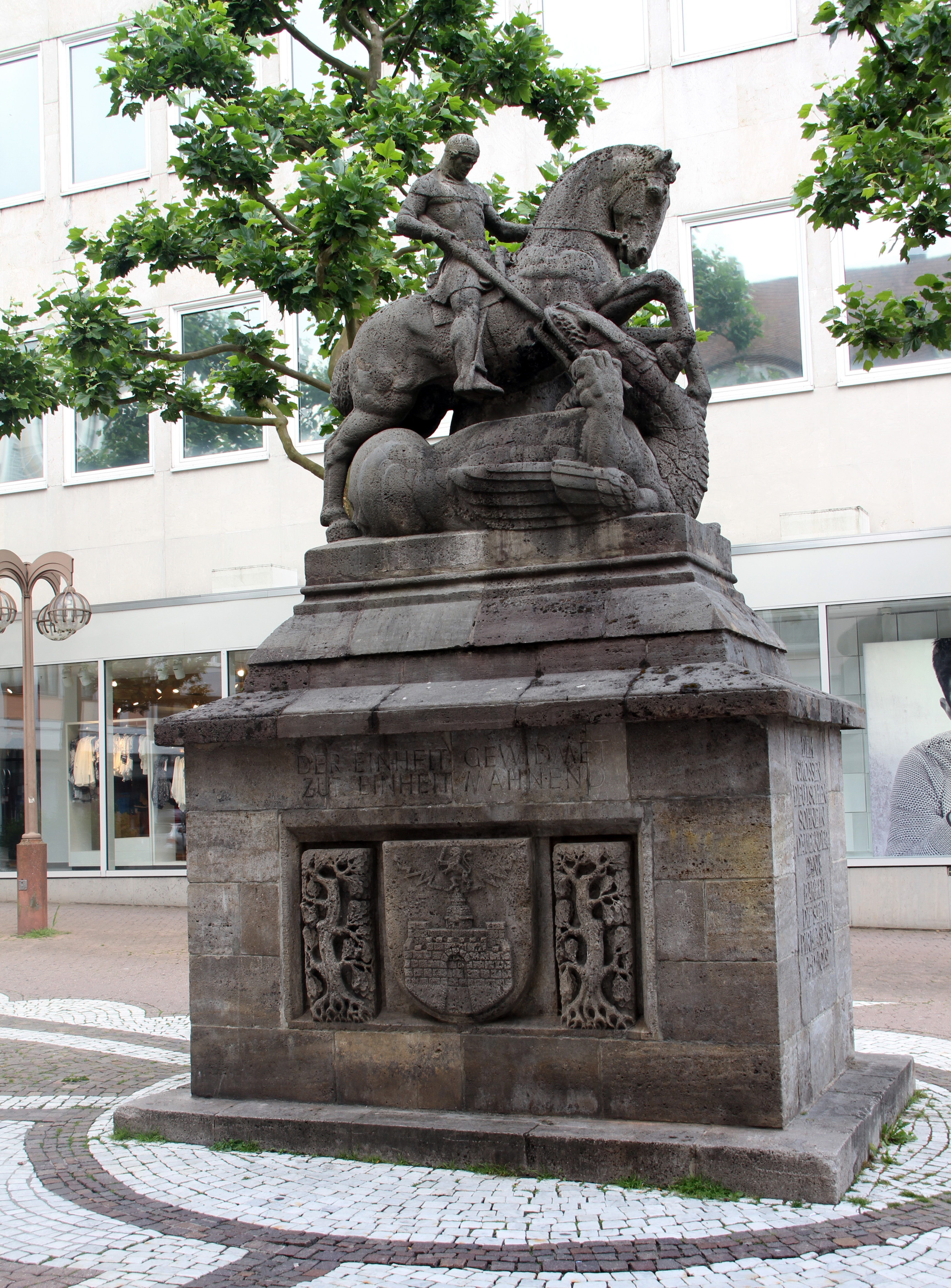
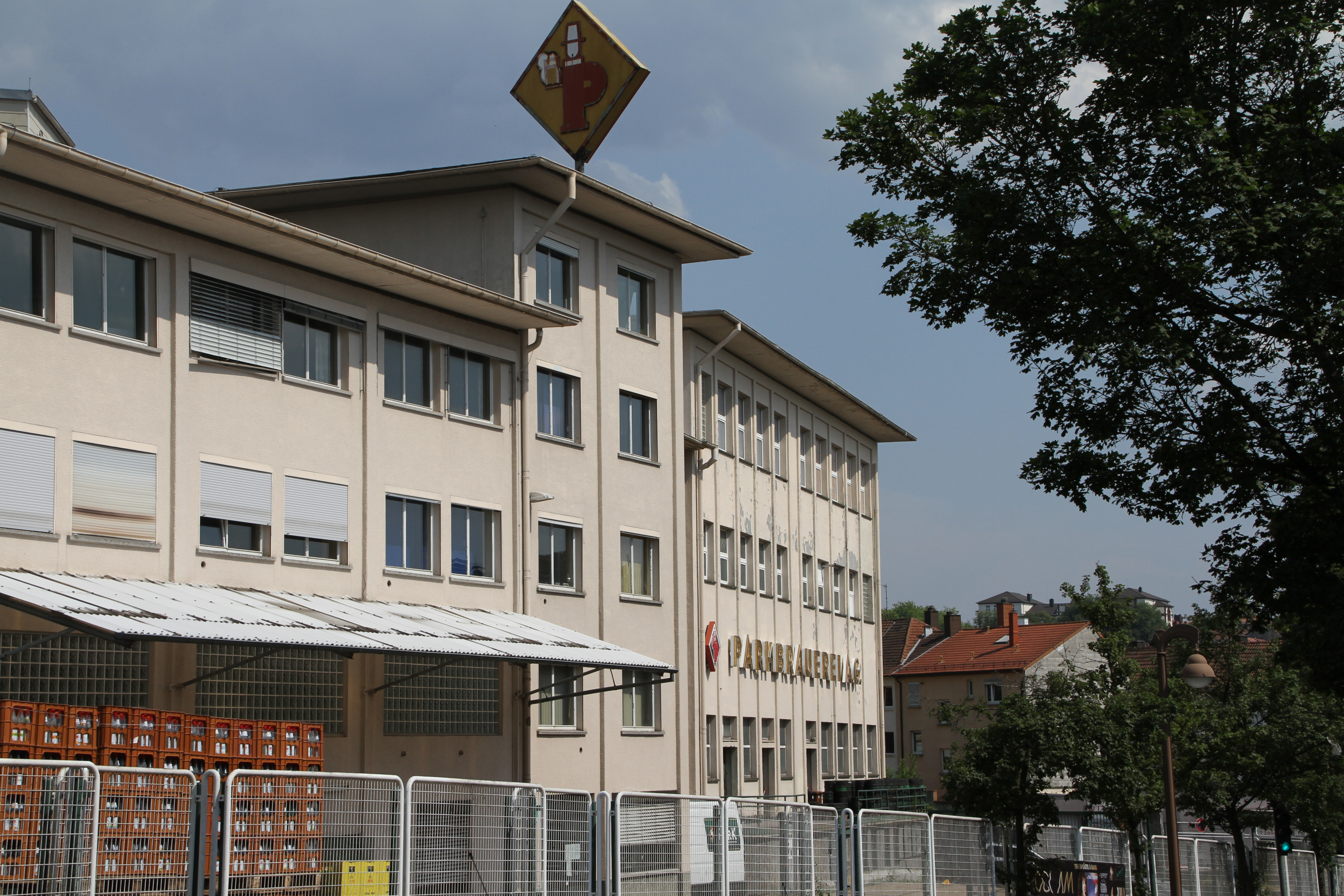
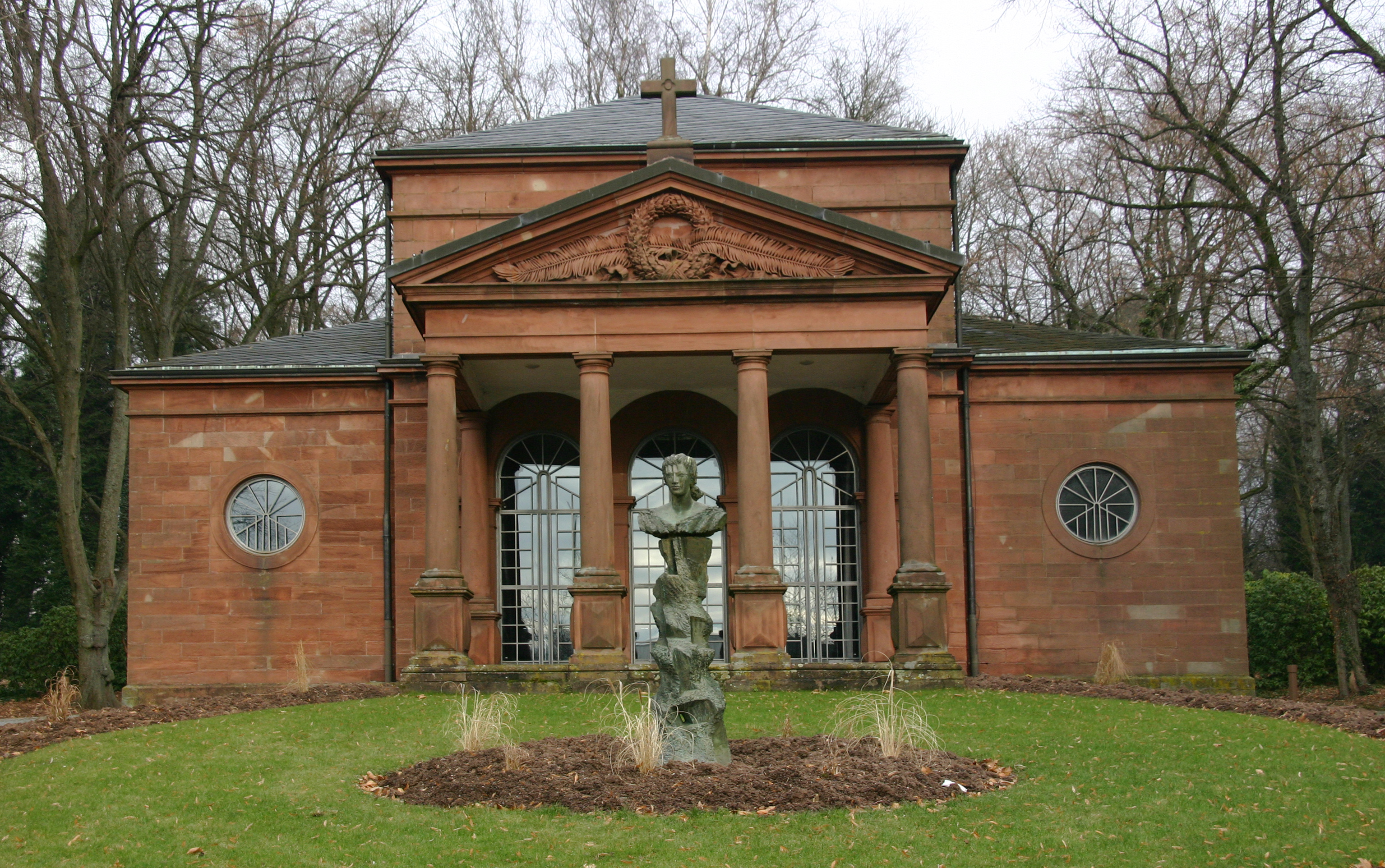
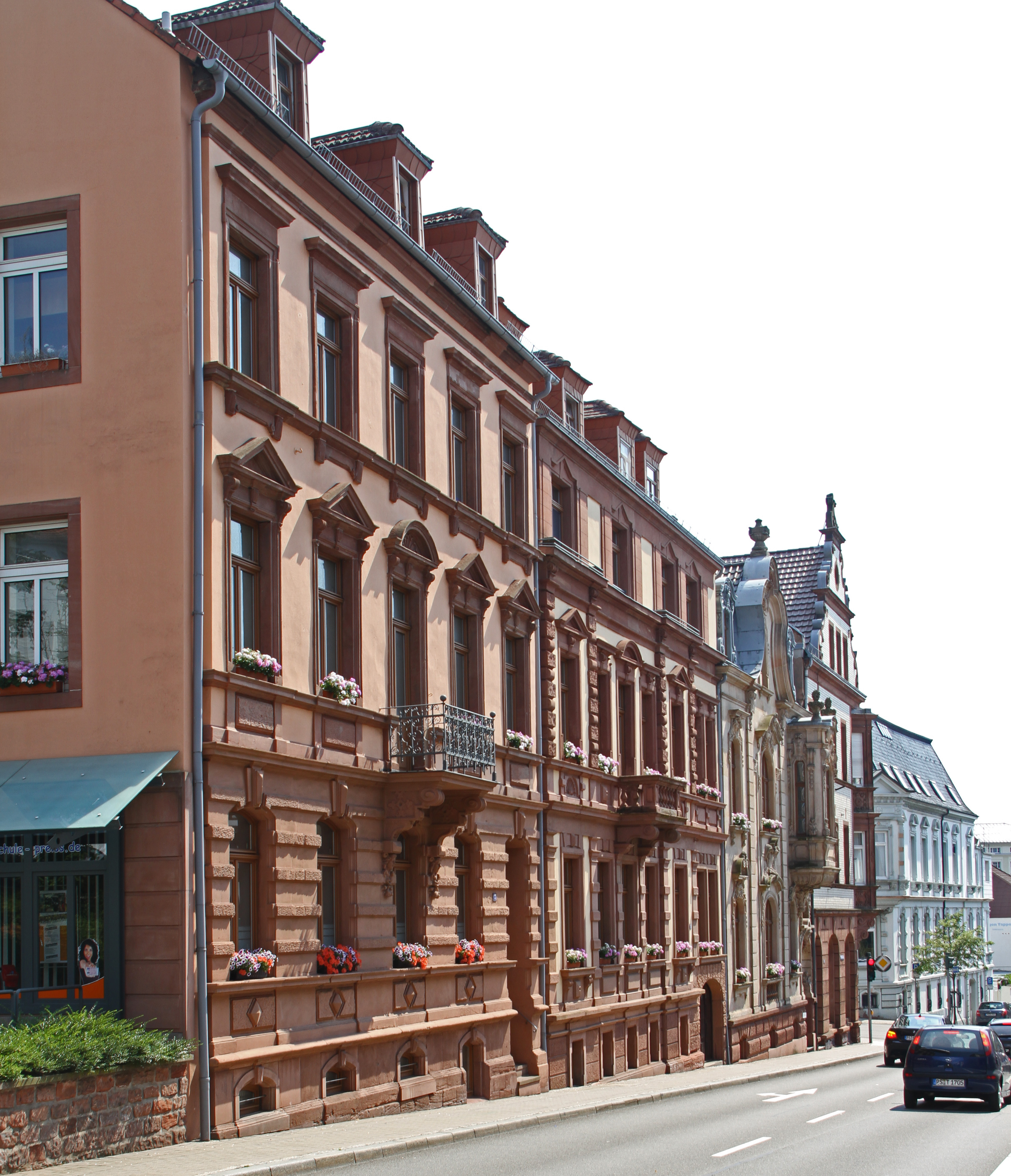
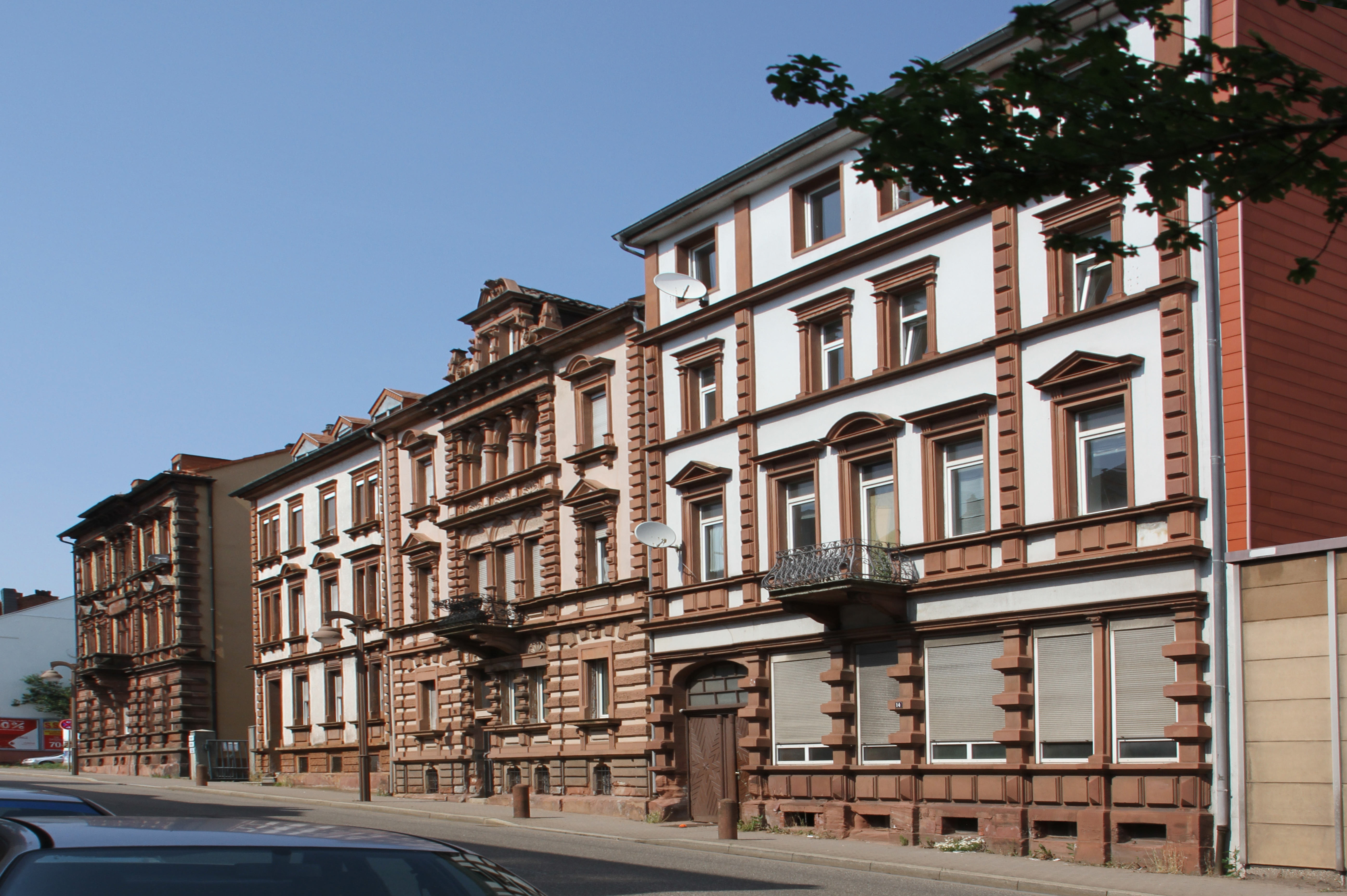
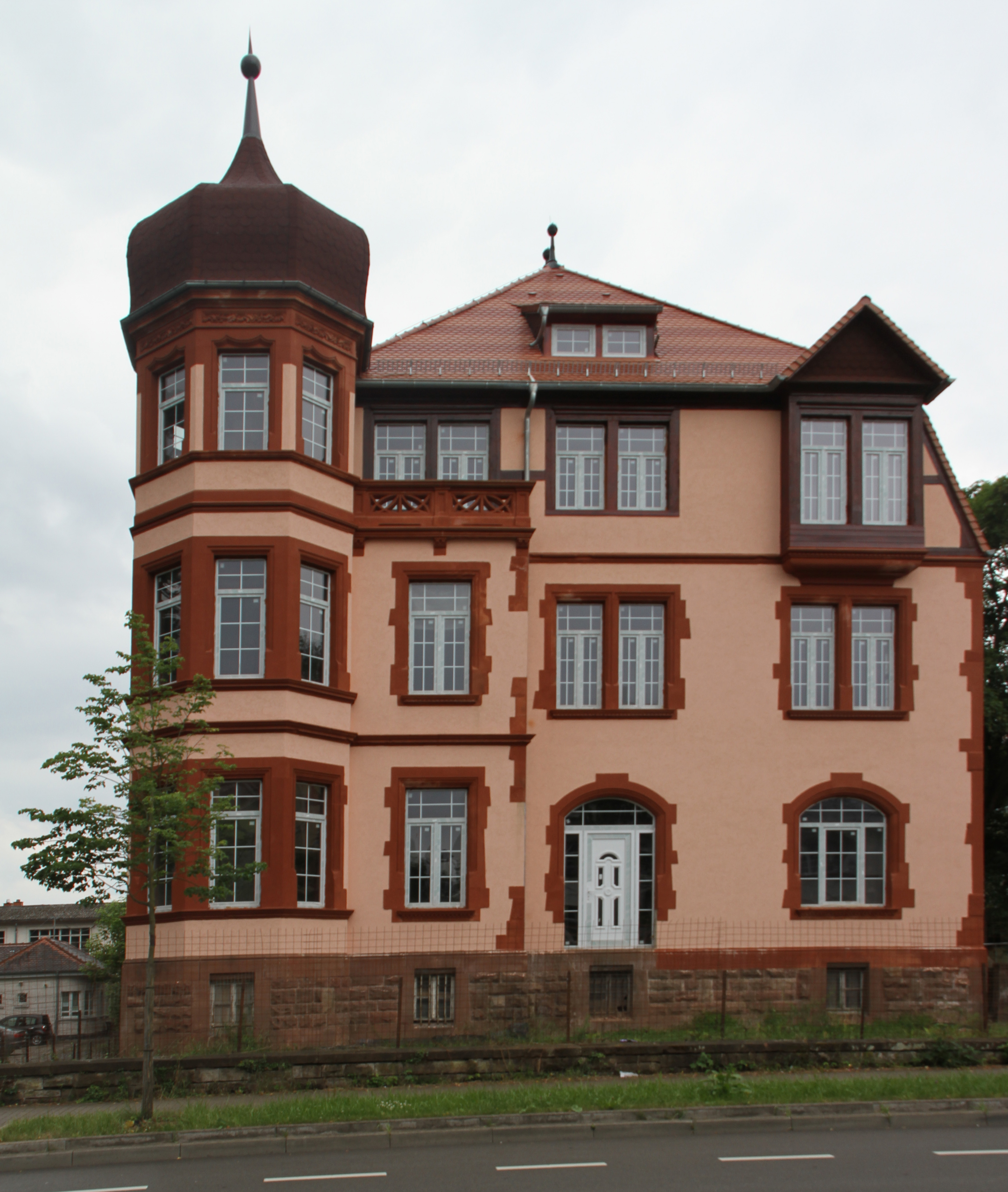
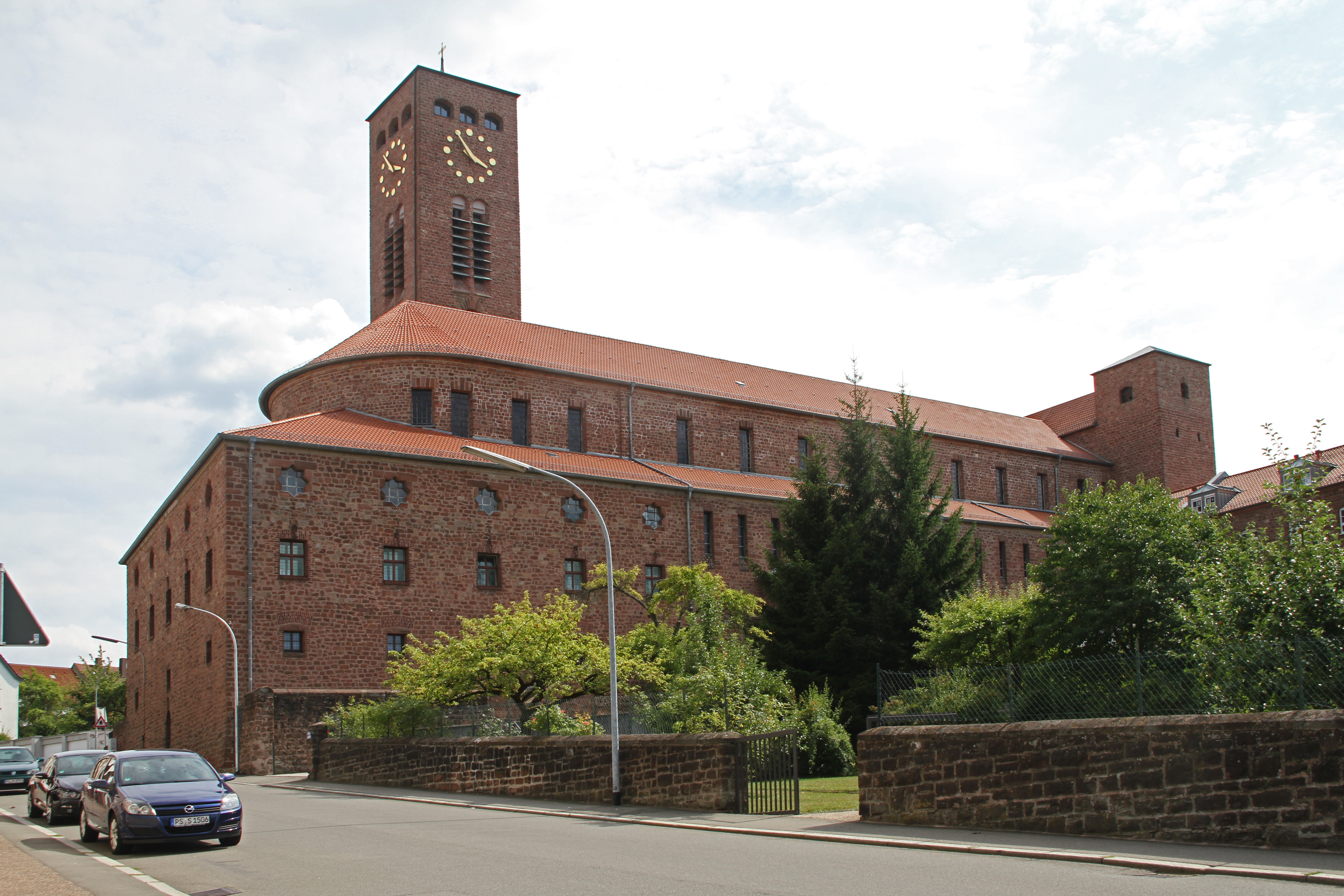
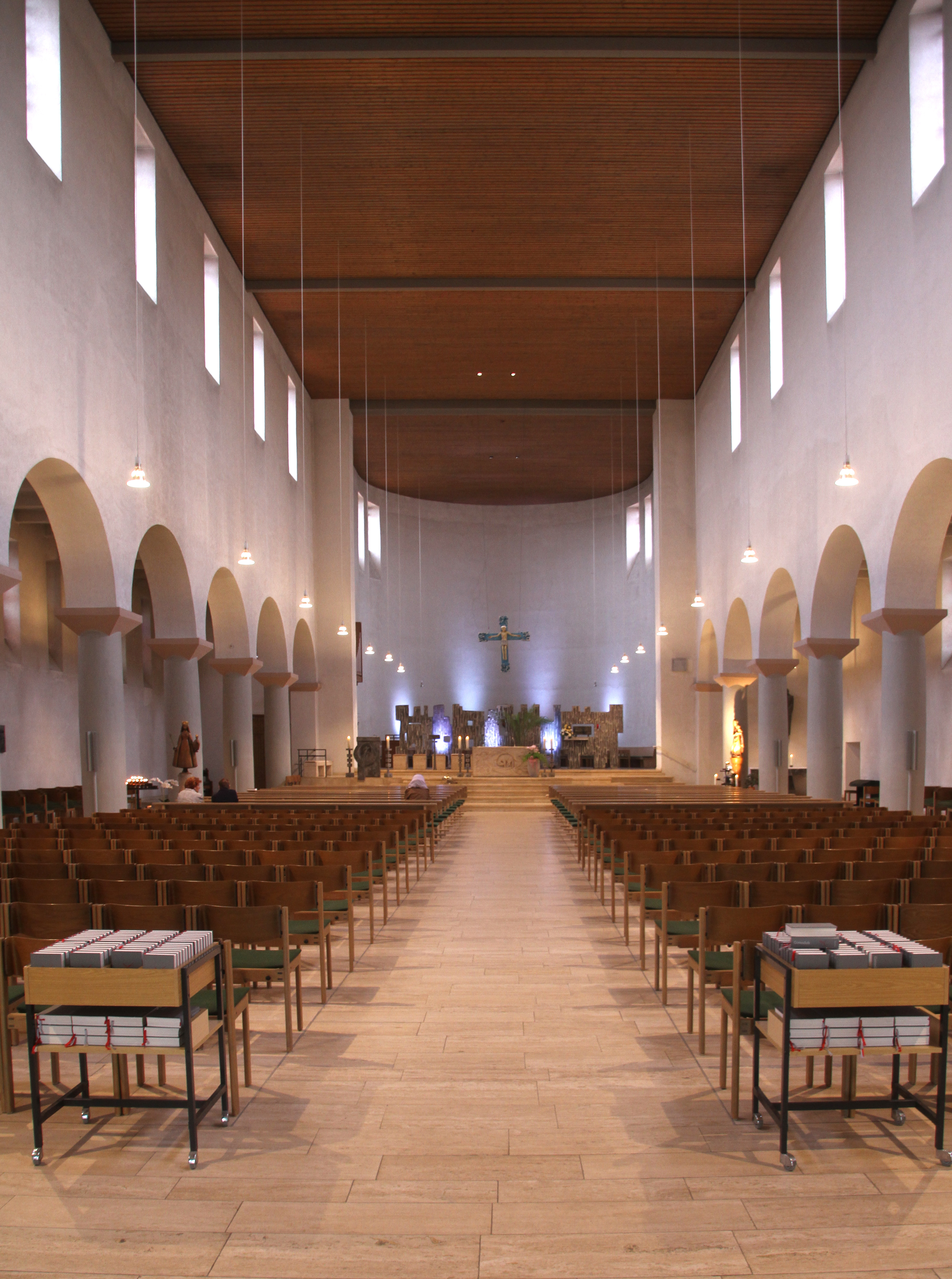

## أعلام
- إيريك دورم
- ماسيف
- باول جوزيف نارديني
- لودفيغ مولر
- كارل شوبرت
- لودفيغ غيير
- دينيس لاينزماير
- إدغار بلوم